# Classé confidentiel
Classé Confidentiel est une ancienne émission de télévision quotidienne puis hebdomadaire diffusée sur la chaîne de télévision M6 tous les jours à 17 h 00 puis tous les samedis à 20 h 00 entre 2004 et 2008. Présentée par Sandra Lou et Jérôme Anthony en 2004-2005 puis par Virginie Efira en 2005-2006, elle fut présentée par Alessandra Sublet en 2006-2008 pour ses 2 dernières saisons.

## Thématiques
L'émission proposait des « révélations », notamment dans le domaine « people » : secrets, images choc, dérapages, coulisses, etc. 

## Production
Cette émission était produite par Studio 89.   
La rédaction en chef était assurée par Valentine Arnaud et Olivier Chapelle de 2004 à 2006 puis Marc de Suzzoni et François Chaumont en 2006/2007, et enfin Anne-Sophie Hunault, Volodia Guinard et Nathanaële Sisso jusqu'à la fin de l'émission en 2008.  